# Johann Wilhelm Lindlar

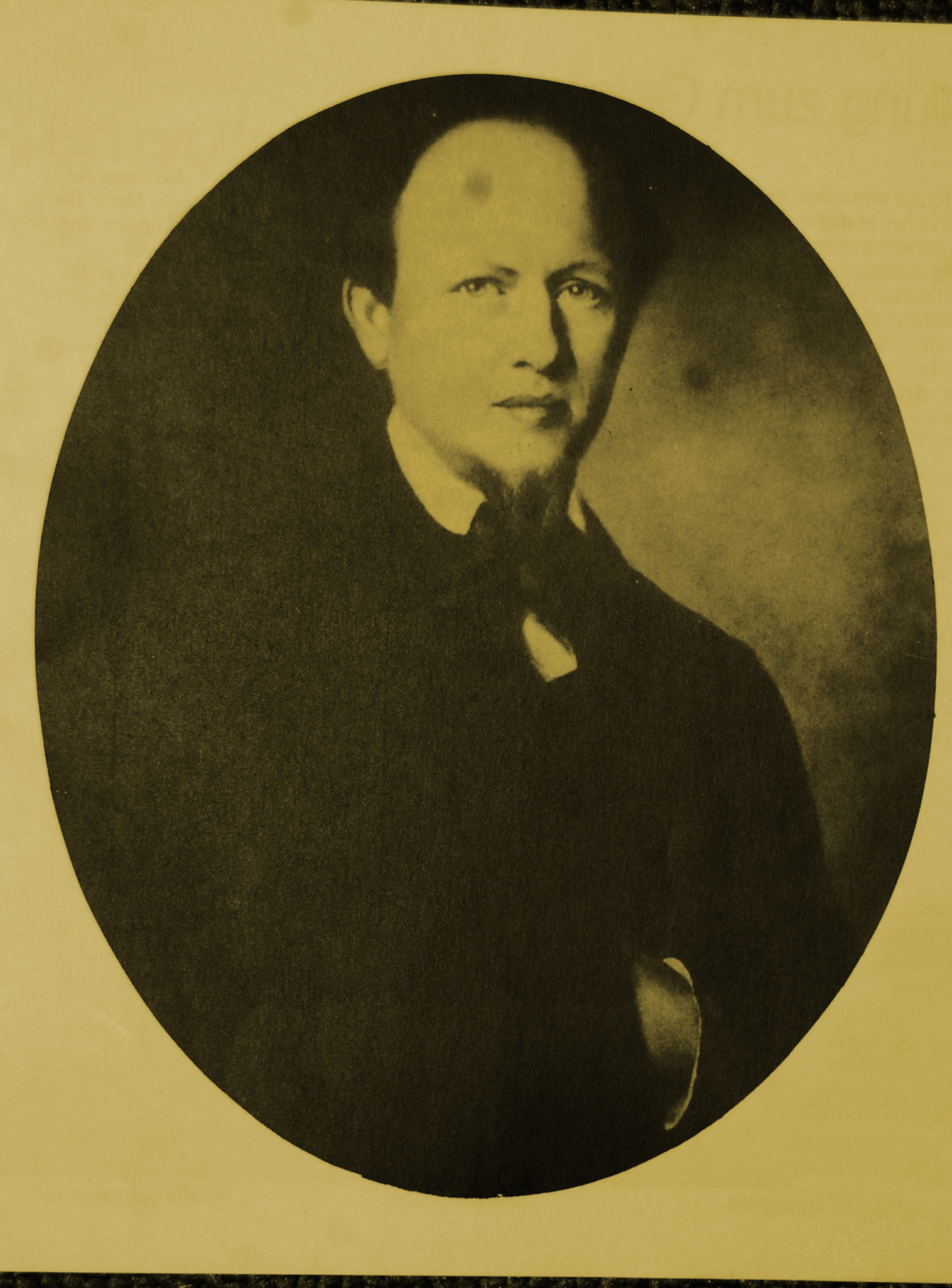
Johann Wilhelm Lindlar

Johann Wilhelm Lindlar (* 9. Dezember 1816 in Bergisch Gladbach; † 23. April 1896 in Düsseldorf) war ein deutscher Landschaftsmaler der Düsseldorfer Schule. Er ist der einzige namhafte Maler, den Bergisch Gladbach im 19. Jahrhundert hervorbrachte.

## Leben
Lindlar war zunächst als Lehrer an verschiedenen Schulen in der Rheinprovinz tätig. 1845 wandte er sich der Malerei zu. Von 1846 bis 1848 war er Schüler von Johann Wilhelm Schirmer an der Düsseldorfer Kunstakademie. Von 1849 bis 1851 arbeitete er in einem Meisteratelier der Akademie.
Lindlar gehörte zu den Gründungsmitgliedern des Künstlervereins Malkasten. Am 5. Februar 1857 trat er durch eine Erklärung in Erscheinung, in der er dem Direktor der Düsseldorfer Akademie, Wilhelm von Schadow, öffentlich „Terrorismus“ und „Nepotismus“ vorwarf. Von 1867 bis 1871 war er leitender Geschäftsführer des Kunstvereins für die Rheinlande und Westfalen. Bis zu seinem Tod im Jahr 1896 unternahm er zahlreiche Reisen in die Alpen. Ein Privatschüler Lindlars war Friedrich Wilhelm Schreiner.

## Werke

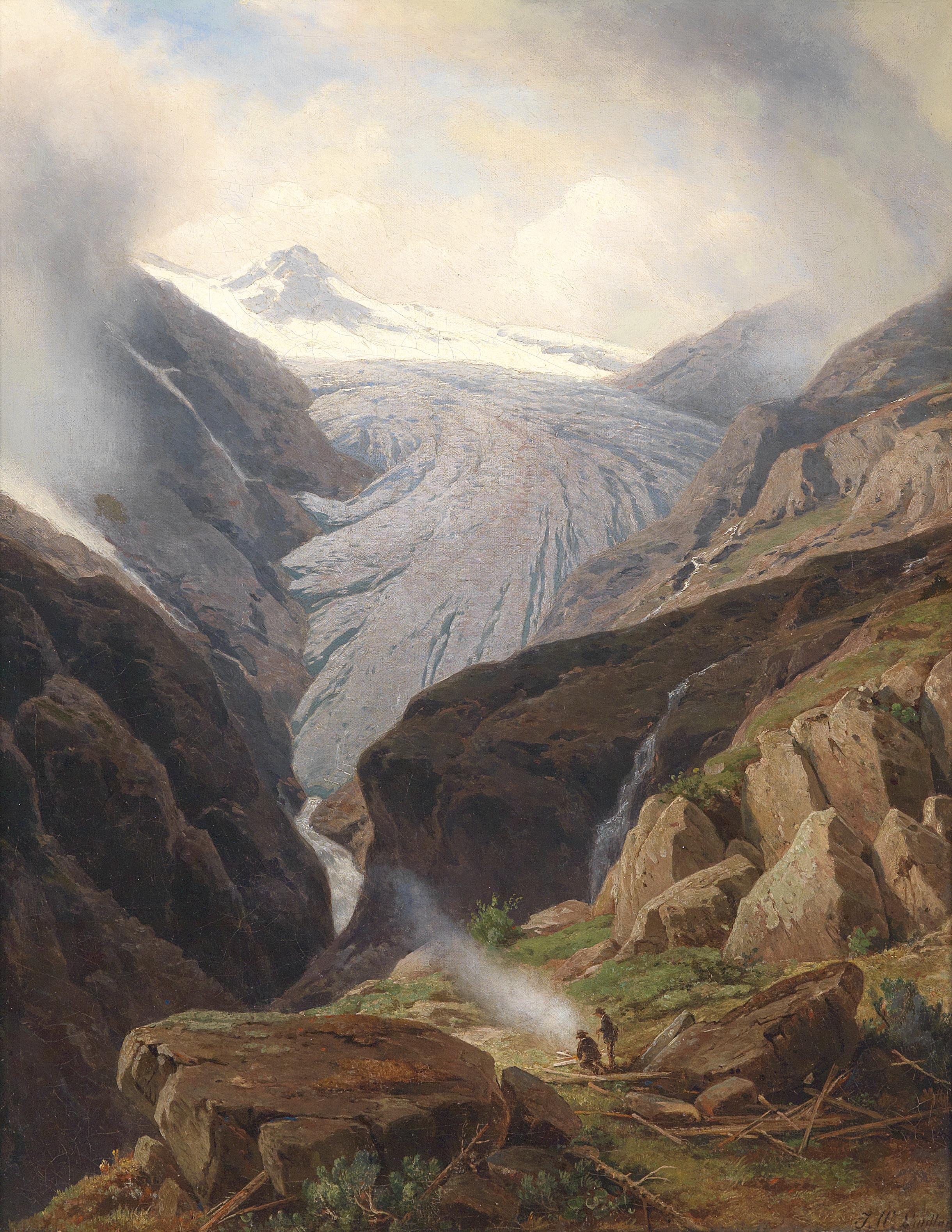
Rast am Fuße des Gletschers

Seine Atelierkompositionen schildern die unberührte Natur der schweizerischen Alpen und die mediterrane Landschaft der oberitalienischen Seen. Vereiste Gipfel, dramatische Bewölkung, schäumende Wasserfälle und eine den Elementen trotzende Vegetation sind die geläufigen Ausdrucksmittel seiner Bildsprache, in der er sich zeitlebens an seinem Lehrer Johann Wilhelm Schirmer orientierte. Gestützt auf zahlreiche, wirklichkeitsnahe Naturstudien steigert Lindlar jedoch die realistischen Elemente, wobei das spätromantische Landschaftsideal gelegentlich von vedutenhaften Zügen überlagert wird.
Die Galerie Villa Zanders besitzt etwa ein Dutzend Arbeiten von seiner Hand. Das über 500 Gemälde umfassende, vielfach in die Neue Welt exportierte Gesamtwerk ist weitgehend verschollen.

## Ehrungen

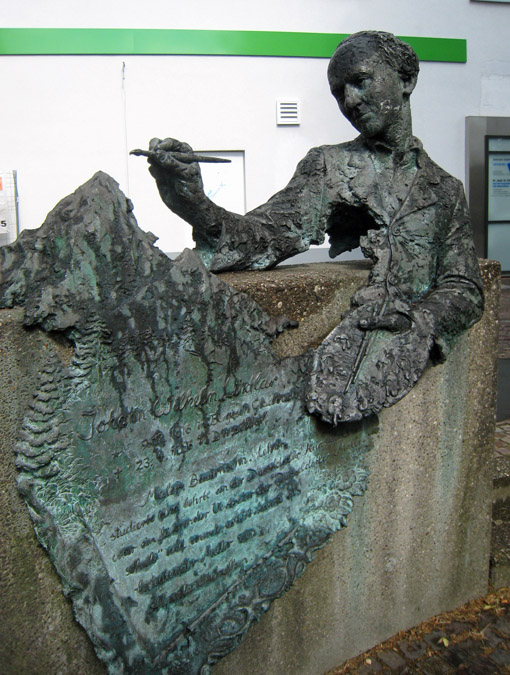
Denkmal für Johann Wilhelm Lindlar in der Fußgängerzone der Stadt Bergisch Gladbach Stadtmitte

- Die Stadt Bergisch Gladbach hat ihm die Johann-Wilhelm-Lindlar-Straße gewidmet.
- Ein Denkmal in der Fußgängerzone zeigt eine Bronze-Büste von ihm zusammen mit anderen bekannten Persönlichkeiten der Stadt Bergisch Gladbach.